# Bo-Svennevads församling
Bo-Svennevads församling var en församling i Strängnäs stift i  Hallsbergs kommun i Örebro län. Församlingen uppgick 2010 i Sköllersta församling.

## Administrativ historik
Församlingen bildades den 1 januari 2006 när Bo församling och Svennevads församling sammanslogs och ingick i Sköllersta pastorat. Församlingen uppgick 1 januari 2010 i Sköllersta församling.

## Kyrkor
- Bo kyrka
- Svennevads kyrka